# 로키 (마블 코믹스)
로키(Loki)는 마블 코믹스 세계에 등장하는 캐릭터로, 본명은 로키 라우페이손(Loki Laufeyson)이며 토르의 동생이다. 북유럽 신화의 동명의 신 로키를 모티브로 하였다. 1962년 10월 ‘미스터리로의 여행’ 85화에 첫 등장하였다. 스탠리와 잭 커비, 래리 리에버에 의해 만들어진 캐릭터이다.
로키는 요툰헤임(Jotunheim)에 사는 서리 거인들의 왕, 라우페이의 아들로 태어났다. 추후에 오딘에게 입양되어 아스가르드로 가게 된다. 그러나 로키는 아스가르드 주민들과 어울리지 못했고 배다른 형인 토르에게 맹렬한 적의를 품었다. 토르를 향한 오딘의 총애에 질투를 한 로키는 흑마법에 손을 댔고 아스가르드의 지배자가 되기 위한 음모를 꾸몄다.

## 담당 배우

### 영화
- 토르: 천둥의 신 (2011) - 톰 히들스턴
- 어벤져스 (2012) - 톰 히들스턴
- 토르: 다크 월드 (2013) - 톰 히들스턴
- 토르: 라그나로크 (2017) - 톰 히들스턴
- 어벤져스: 인피니티 워 (2018) - 톰 히들스턴
- 어벤져스: 엔드게임 (2019) - 톰 히들스턴

### 텔레비전
- 로키 (2021) - 톰 히들스턴
- 왓 이프...? (2021) - 톰 히들스턴